# McCallum Pass
McCallum Pass är ett bergspass i Antarktis. Det ligger i Västantarktis. Argentina, Chile och Storbritannien gör anspråk på området. McCallum Pass ligger 352 meter över havet.
Terrängen runt McCallum Pass är varierad. En vik av havet är nära McCallum Pass åt nordost. Trakten är glest befolkad. Närmaste befolkade plats är Rothera Research Station, 20,0 kilometer söder om McCallum Pass. 